# StartUp Magazine
StartUp Magazine – ogólnopolski kwartalnik skierowany do młodych przedsiębiorców zaczynających przygodę z biznesem. 
Główną tematykę magazynu stanowią innowacje i przedsiębiorczość. Pismo wprowadza w świat biznesu, rozmawia z ludźmi sukcesu, koncentruje się na ideach i pomysłach zmieniających świat. 
Magazyn wydawany jest od marca 2012 roku przez firmę Colorful Media. Dostępny jest w wersji papierowej oraz elektronicznej. 

## Adres redakcji
- Colorful Media, ul. Lednicka 23, 60-413 Poznań

## Redaktorzy naczelni
- Piotr Olejniczak (założyciel magazynu)
- Grzegorz Kubera (od 2016)